# Zulassung von Personen zum Straßenverkehr
Die Zulassung von Personen zum Straßenverkehr ist die staatlich-administrative Berechtigung bezüglich Verkehrsteilnehmern im öffentlichen Verkehrsraum.

## Allgemeines
Während Fußgänger, Radfahrer und andere Benutzer muskelkraftgetriebener Fahrzeuge keine ausdrückliche Zulassung zum Straßenverkehr benötigen, erfolgt die Zulassung zum Führen eines Kraftfahrzeugs bzw. Motorwagens auf öffentlichen Straßen, Wegen und Plätzen nach den Vorgaben der nationalen Verordnungen, zu denen insbesondere die Ausstellung eines Führerscheins nach zuvor erfolgter entsprechender Ausbildung und Prüfung gehört.
In seltenen Fällen kann die Verkehrsteilnahme mit bestimmten muskelkraftgetriebenen Fahrzeugen durch die Straßenverkehrsbehörde für Personen untersagt werden.

## Europäische Union
Sowohl die deutsche als auch die österreichische (und vergleichbare Verordnungen anderer Staaten der Europäischen Union) setzen damit die EU-Richtlinie 2006/126/EG über den Führerschein (Neufassung) vom 20. Dezember 2006 in nationales Recht um.

### Deutschland
Die Verordnung über die Zulassung von Personen zum Straßenverkehr (FeV) ist in Deutschland einschlägig geregelt. Nach § 1 FeV (Grundregel der Zulassung) wird normiert:
Für das Führen von Kraftfahrzeugen besteht demgegenüber eine Erlaubnispflicht und Ausweispflicht.
Verwaltungsrechtlich kann eine Person von bestimmten Verkehrsarten ausgeschlossen werden, beispielsweise per Verbot, im öffentlichen Verkehrsraum ein Fahrrad oder Mofa zu führen oder auf öffentlichem Verkehrsgrund ein Tierführer zu sein.

### Schweden
Jugendliche in Schweden dürfen auf Landstraßen schon mit 15 Jahren Auto fahren, allerdings nicht schneller als 30 Kilometer pro Stunde.

## Schweiz und Liechtenstein
Die Zulassung von Personen zum Straßenverkehr wird in der Verkehrszulassungsverordnung (VZV) geregelt. Die Verordnungen beider Länder sind weitgehend inhaltsgleich: Liechtenstein übernahm die Schweizer Verordnungen (Rechtsangleichung).